# Балканска међа
Балканска међа (рус. Балканский рубеж) руски и српски је акциони филм из 2019. у режији Андреја Волгина. Радња говори о тајној операцији преузимања аеродрома Слатина на Косову и Метохији током НАТО бомбардовања Југославије. Ови догађаји су постали најопаснији за погоршавање односа између Русије и Запада још од Кубанске ракетне кризе.
Филм је у Русији приказан 21. марта 2019. године, три дана пре 20-годишњице НАТО бомбардовања Југославије. У Србији је премијерно приказан 19. марта 2019. у Сава центру у Београду.

## Радња
Радња филма је о малом одреду од 200 руских војника који су убачени у специјалну операцију на Косову и Метохији усред војног сукоба 1999. године. Суочавајући се са албанским разбојницима и војницима НАТО-а, храбри падобранци покушавају да задрже стратешки важан Аеродром Слатина и спасу српске заробљенике, који имају трагичну судбину. Рус Андреј Шаталов има и лични мотив — његова девојка Јасна заробљена је од стране Албанаца због шверца органа.

## Улоге
| Глумац               | Улога                       |
| -------------------- | --------------------------- |
| Антон Пампушни       | Андреј Шаталов „Шатај”      |
| Гоша Куценко         | Ашланбек Јетхојев „Бек”     |
| Милош Биковић        | Вук Мајевски                |
| Гојко Митић          | Начелник Милић              |
| Милена Радуловић     | Јасна Благојевић            |
| Равшана Куркова      | Вера Курбајева              |
| Дмитриј Фрид         | доктор Штерн                |
| Александар Срећковић | Смук                        |
| Светлана Чујкина     | Марта                       |
| Миодраг Радоњић      | Амир                        |
| Никола Ранђеловић    | Стеван                      |
| Александар Радојичић | Фадиљ                       |
| Емир Кустурица       | таксиста                    |
| Кирил Полукин        | Олег Бармин „Барја”         |
| Нодари Џанелидзе     | Рустам „Гиреј” Маматгирејев |
| Сергеј Марин         | Иља Слашчов „Слашч”         |
| Андреј Шепетковски   | Свештеник                   |
| Небојша Миловановић  | Свештеников брат            |
| Срђан Тодоровић      | Горан                       |
| Бранка Пујић         | Горанова жена               |
| Добрила Стојнић      | Горанова ташта              |

## Продукција
Главну улогу коју тумачи Гоша Куценко се такође наводи као продуцент.
Филм је фиктиван и заснован на истинитим догађајима, који су документовани. Сниман је у Београду, на обронцима Златибора, у Новој Вароши, Москви и на Криму.

## Приказивање
Филм је приказан у биоскопима у Русији, Србији, Републици Српској, Јерменији, Белорусији и Киргистану.